# Leichtathletik-Weltmeisterschaften 2017/Teilnehmer (Marokko)
| Gelbes Symbol für Goldmedaillen mit stilisierten Olympischen Ringen | Graues Symbol für Silbermedaillen mit stilisierten Olympischen Ringen | Braundes Symbol für Bronzemedaillen mit stilisierten Olympischen Ringen |
| ------------------------------------------------------------------- | --------------------------------------------------------------------- | ----------------------------------------------------------------------- |
| —                                                                   | 1                                                                     | —                                                                       |

Von Marokko wurden drei Athletinnen und zwölf Athleten für die Weltmeisterschaften in London nominiert.

## Ergebnisse

### Frauen

#### Laufdisziplinen
| Athletin          | Disziplin        | Vorlauf     | Vorlauf | Halbfinale  | Halbfinale | Finale             | Finale             |
| Athletin          | Disziplin        | Zeit        | Platz   | Zeit        | Platz      | Zeit               | Platz              |
| ----------------- | ---------------- | ----------- | ------- | ----------- | ---------- | ------------------ | ------------------ |
| Malika Akkaoui    | 1500 m           | 4:09,05 min | 28      | 4:05,73 min | 11         | 4:05,87 min        | 10                 |
| Rababe Arafi      | 1500 m           | 4:03,67 min | 11      | 4:05,75 min | 12         | 4:04,35 min        | 8                  |
| Fadwa Sidi Madane | 3000 m Hindernis | 9:40,61 min | 18      |             |            | nicht qualifiziert | nicht qualifiziert |

### Männer

#### Laufdisziplinen
| Athlet                 | Disziplin        | Vorlauf      | Vorlauf | Halbfinale         | Halbfinale         | Finale             | Finale             |
| Athlet                 | Disziplin        | Zeit         | Platz   | Zeit               | Platz              | Zeit               | Platz              |
| ---------------------- | ---------------- | ------------ | ------- | ------------------ | ------------------ | ------------------ | ------------------ |
| Abdelati el-Guesse     | 800 m            | 1:46,74 min  | 23      | nicht qualifiziert | nicht qualifiziert | nicht qualifiziert | nicht qualifiziert |
| Mostafa Smaili         | 800 m            | 1:47,50 min  | 31      | nicht qualifiziert | nicht qualifiziert | nicht qualifiziert | nicht qualifiziert |
| Brahim Akachab         | 1500 m           | DNS          | DNS     | –––                | –––                | –––                | –––                |
| Fouad el-Kaam          | 1500 m           | 3:39,33 min  | 7       | 3:38,64 min        | 5                  | 3:37,72 min        | 11                 |
| Abdalaati Iguider      | 1500 m           | 3:46,03 min  | 27      | 3:40,76 min        | 17                 | nicht qualifiziert | nicht qualifiziert |
| Soufiane Bouqantar     | 5000 m           | 13:30,78 min | 21      |                    |                    | nicht qualifiziert | nicht qualifiziert |
| Brahim Kaazouzi        | 5000 m           | DNF          | DNF     |                    |                    | –––                | –––                |
| Soufiane el-Bakkali    | 3000 m Hindernis | 8:22,60 min  | 5       |                    |                    | 8:14,49 min        | Silber             |
| Hicham Sigueni         | 3000 m Hindernis | 8:44,74 min  | 36      |                    |                    | nicht qualifiziert | nicht qualifiziert |
| Mohamed Tindouft       | 3000 m Hindernis | 8:40,99 min  | 34      |                    |                    | nicht qualifiziert | nicht qualifiziert |
| Mohamed Reda el-Aaraby | Marathon         |              |         |                    |                    | 2:17:50 h          | 30                 |

#### Sprung/Wurf
| Athlet         | Disziplin  | Qualifikation | Qualifikation | Finale             | Finale             |
| Athlet         | Disziplin  | Weite/Höhe    | Platz         | Weite/Höhe         | Platz              |
| -------------- | ---------- | ------------- | ------------- | ------------------ | ------------------ |
| Yahya Berrabah | Weitsprung | 7,49 m        | 28            | nicht qualifiziert | nicht qualifiziert |